# Bruce Bégout
Ne doit pas être confondu avec Serge Bégout.
 (octobre 2020).
Si vous disposez d'ouvrages ou d'articles de référence ou si vous connaissez des sites web de qualité traitant du thème abordé ici, merci de compléter l'article en donnant les références utiles à sa vérifiabilité et en les liant à la section « Notes et références ».
Bruce Bégout, né le 21 mai 1967 à Talence est un philosophe et écrivain français.

## Biographie
Élève de l'École normale supérieure, il obtient l'agrégation de philosophie en 1991.
Il est maître de conférences à l'université Bordeaux-Montaigne, membre de l'équipe de recherche SPH (Sciences, Philosophie, Humanités - UMRU 4574) et membre associé de l'UMR 8547 - Pays Germanique (équipe « Archives Husserl »).
Ses travaux s'inscrivent dans la tradition de la phénoménologie. Spécialiste de Edmund Husserl, auquel sa thèse est consacrée, il se consacre à l'exploration du monde urbain, des lieux communs, mais aussi au quotidien.
Il publie plusieurs ouvrages philosophiques et réalise également un « documentaire fiction », tiré de son roman L'Éblouissement des bords de route (éditions Verticales, 2004).
Il contribue à la revue Inculte avant de la quitter en 2008.[réf. nécessaire]
En 2012-2013, il est membre du jury du prix Château La Tour Carnet, lancé par Bernard Magrez et destiné aux étudiants de l'École normale supérieure de Lyon.
En 2013, il publie Suburbia, un essai sur les banlieues essentiellement résidentielles qui s'étendent à la périphérie des villes. En parallèle à ses recherches, il dirige la collection « Matière étrangère » aux éditions Vrin.
Également auteur de fiction, il publie en 2009 un recueil de nouvelles, Sphex, ainsi que Le ParK en 2010.
Après un premier roman On ne dormira jamais publié en 2017, il publie Le Sauvetage en 2018, un roman basé sur l'histoire vraie de Herman Leo Van Breda, fondateur des Archives Husserl de Louvain.
En 2020, il publie Le concept d'ambiance, un essai consacré à ce « dôme invisible sous lequel se déroulent toutes nos expériences : l'ambiance ». Il développe une pensée originale[réf. nécessaire] ouvrant la voie à une « écophénoménologie »[réf. nécessaire].

## Publications

### Philosophie
- La Généalogie de la logique : Husserl, l'antéprédicatif et le catégorial, thèse publiée (présentation en ligne), Paris, Vrin, 2000.  (ISBN 9782711614325)
- La Découverte du quotidien, Paris, Allia, 2005, (rééd. 2010).  (ISBN 9782844851925)
- Pensées privées : Journal philosophique (1998-2006), Grenoble, Jérôme Millon, coll. « Krisis », 2007.  (ISBN 9782841372218)
- L'Enfance du monde. Recherches phénoménologiques sur la vie, le monde et le monde de la vie, t. I, Husserl, Paris, éditions de la Transparence, coll. « Philosophie », 2007. (OCLC 638132838)
- Le Phénomène et son ombre. Recherches phénoménologiques sur la vie, le monde et le monde de la vie, t. II, Après Husserl, Paris, éditions de la Transparence, coll. « Philosophie », 2008.  (ISBN 9782350510361)
- Le concept d'ambiance : essai d'éco-phénoménologie, Paris, Éditions du Seuil, coll. « L'ordre philosophique », 2020 (ISBN 978-2-02-143267-1, SUDOC 25012985X, présentation en ligne)
- Notre douloureux présent : la phénoménologie face aux temps modernes, Wuppertal, Association internationale de phénoménologie, coll. « Mémoires des Annales de phénoménologie » (no 21), 2023, 236 p. (ISBN 978-2-916484-21-1, SUDOC 271009276)
- La Pensée mersive. De l'ambiance à l'affinité, Paris, Presses Universitaires de France, Hors collection, 2024.

### Essais
- Zéropolis. L'expérience de Las Vegas, Paris, Allia, 2002. (ISBN 9791030408959)
- Lieu commun. Le motel américain, Paris, Allia, 2003.  (ISBN 9782844851178)
- De la décence ordinaire. Court essai sur une idée fondamentale de la pensée politique de George Orwell, Paris, Allia, 2008.  (ISBN 9782844852861)
- Duane Hanson, le rêve américain, Arles, Actes Sud, 2010.  (ISBN 9782742791644)
- Suburbia, Paris, éd. Inculte, coll. « Temps réel », 2013.  (ISBN 9782916940946)
- Dériville : Les Situationnistes et la question urbaine, 2017.  (ISBN 9791095086499)
- En escale. Chroniques aéroportuaires, Philosophie magazine éditeur, 2019,  (ISBN 978-2900818046).
- Obsolescence des ruines, Paris, éditions inculte, 2022 (ISBN 978-2-36084-019-9)

### Romans et nouvelles
- L'Éblouissement des bords de route, Paris, Verticales, 2004.  (ISBN 9782843351778)
- Sphex, nouvelles, Talence, Arbre vengeur, 2009 ; réédition L'Arbre vengeur, coll. "L'Arbuste véhément", 2021  (ISBN 9782916141381),  (ISBN 9782379411298)
- Le ParK, Paris, Allia, 2010.  (ISBN 9782844853493)
- L'après-midi d'une terroriste, nouvelle illustrée par Eric Nosal, Saint-Ouen, Une autre image, 2013.  (ISBN 9782952181372)
- L'Accumulation primitive de la noirceur, recueil de nouvelles, Paris, Allia, 2014.  (ISBN 9782844857736)
- On ne dormira jamais, Paris, Allia, 2017.  (ISBN 9791030405118)
- Le Sauvetage, Paris, Fayard, 2018.  (ISBN 9782213704913)